# Zentrales Heizkraftwerk von Palencia
Das zentrale Heizkraftwerk von Palencia (spanisch Central Térmica de Palencia) in Spanien wurde im März 2023 in Betrieb genommen. Es gilt als beispielhaft sowohl im Hinblick auf umweltfreundliche Fernwärmeerzeugung als auch im Hinblick auf zukunftsweisende und dabei zurückhaltende Industriearchitektur.

## Betrieb
Die Anlage wird von der Gesellschaft DH Econergías betrieben. Außer in Palencia betreibt die Gesellschaft auch in Âvila und in Zamora Fernwärmenetze.
Das Heizkraftwerk wird mit Biomasse betrieben, die laut Betreibergesellschaft durch den notwendigen Rückschnitt von Gehölz in der Region reichlich zur Verfügung steht. Bei der Eröffnung durch den Präsidenten der Junta von Kastilien und León, Alfonso Fernández Mañueco, wurde erwartet, dass sie pro Jahr rund 80GWh an fossilen Energieträgern und 20.000 t Kohlenstoffdioxid einsparen werde. Rund 4.400 Haushalte sowie 200 öffentliche und private Gebäude könnten mit Heizung und Warmwasser versorgt werden. Die Verbraucher könnten mit 25 % niedrigeren Kosten gegenüber alternativen Möglichkeiten rechnen.

## Architektur
Die Anlage wurde von den Architekten Fernando Rodríguez und Pablo Oriol (FRPO) gestaltet. Der Grundriss hat die Form eines Ovals, das aus einem Rechteck und zwei Kreisbögen zusammengesetzt ist. Über einem Betonsockel erhebt sich ein Hallenbau mit gezackten Wänden aus transparentem Polykarbon. Innen umgibt eine umlaufende Empore den offenen Maschinenraum. Der Abgasturm neben dem Gebäude ist homogen zur Gesamtarchitektur mit der gleichen transparenten Außenhaut gestaltet.
Die Architektur-Kritikerin von El País, Anatxu Zabalbeascoa, hebt die subtile Symbolik hervor, die das Gebäude vermittle. Die Architekten seien einem pädagogischen Ansatz gefolgt, um mittels der Architektur die Notwendigkeit der Energiewende zu vermitteln, ohne aufdringlich zu lärmen. Der kreisförmige Grundreis spiele auf den Kreislauf der Energie an. Die transparente Fassade vermittle Leichtigkeit. Solche Gebäude würden nicht versuchen, eine Marke zu schaffen, sondern sich integrieren.